# Malu (Giurgiu)
Malu é uma comuna romena localizada no distrito de Giurgiu, na região de Muntênia. A comuna possui uma área de 39.80 km² e sua população era de 2556 habitantes segundo o censo de 2007.